# Daspletosaurus wilsoni
Daspletosaurus wilsoni byl jedním ze tří známých druhů velkého teropodního dinosaura rodu Daspletosaurus, náležející do čeledi Tyrannosauridae. Je možné, že tvořil vývojový článek mezi druhy Daspletosaurus torosus a Daspletosaurus horneri.

## Historie

Daspletosaurus - velikostní porovnání tří známých druhů.

V roce 1970 byl popsán druh Daspletosaurus torosus. V roce 2017 popsal tým paleontologů další druh daspletosaura, D. horneri. Tento tyranosaurid žil v době před asi 75,2 až 74,4 miliony let na území dnešní Montany (souvrství Two Medicine) a byl zřejmě přímým vývojovým potomkem druhu Daspletosaurus torosus. V roce 2022 byl formálně popsán třetí druh rodu Daspletosaurus, D. wilsoni. Tento druh daspletosaura žil zhruba před 76,5 miliony let na území dnešní Montany.

## Paleobiologie
Daspletosauři byli velcí až obří teropodi, kteří dosahovali délky zhruba 9 metrů a hmotnosti kolem 2500 kg.
Výzkum stavby spodní čelisti tyranosauridů (jako je i Daspletosaurus) ukázal, že stejně jako slavnější příbuzný druh Tyrannosaurus rex měli patrně citlivý senzorický systém na konci svých čelistí.
Daspletosauři i další tyranosauridi s hmotností větší než 400 kg byli vybaveni pevnými šlachami v podkolenní části nohou, které stabilizovaly jejich nohy při pohybu. To dokládá, že se jednalo o značně agilní tvory, schopné patrně rychlého pohybu i při výrazných velikostech a hmotnostech.

## Systematika
Vývojové vztahy a průběh evoluce u daspletosaura a dalších tyranosauridů je nicméně stále otevřenou otázkou, do značné míry závislou na podobě výzkumu a množství i kvalitě vstupních informací pro fylogenetické analýzy.